# Arno Roßlau

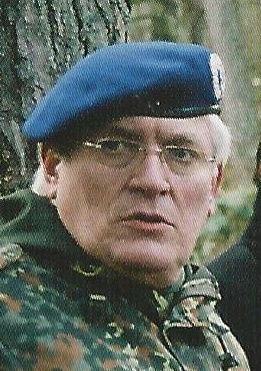
Arno Roßlau

Arno Manfred Roßlau (* 22. Juli 1948 in Gelsenkirchen) ist ein deutscher Arzt und Sanitätsoffizier (Generalarzt a. D. des Heeres). Er war zuletzt Kommandeur des Sanitätskommandos I in Kiel.

## Werdegang
Als Sohn eines Grubendirektors der Zeche Consolidation besuchte Roßlau das Schalker Gymnasium Gelsenkirchen. Nach dem Abitur ging er als Soldat auf Zeit zum Heer (Bundeswehr).  Nach zwei Jahren beim Fernmeldebataillon 5  in Diez als Leutnant entlassen, studierte er 1972/73 Physik an der Friedrich-Alexander-Universität Erlangen. In Erlangen zum Studium der Medizin zugelassen, trat er 1974 als San-OA wieder in die Bundeswehr. 1980 machte er das Staatsexamen und promovierte zum Dr. med. Medizinalassistent war er im Bundeswehrkrankenhaus Amberg.
Als Arzt approbiert, war er bis Ende 1983 Fliegerarzt im Heeresfliegerregiment 26 in Roth. Danach diente er bis Oktober 1987 als Referent im Bundesministerium der Verteidigung. Anschließend war er Divisionsarzt der 10. Panzerdivision  in Sigmaringen. Dort machte er den Panzerführerschein.
Mit der deutschen Vereinigung am 3. Oktober 1990 wurde er Chefarzt des bis dahin der NVA unterstellten Lazaretts Gotha. Sechs Monate später, am 1. April 1991, wurde Roßlau Leitender Fliegerarzt des Heeres an der Heeresfliegerwaffenschule in Bückeburg. In dieser Zeit wurde er im Irak (1991, 1992) und in der Operation Kurdenhilfe eingesetzt.
Am 1. Oktober 1994 kam er zum Wehrbereichskommando VIII / 14. Panzergrenadierdivision in Neubrandenburg. Zugleich war er Regimentskommandeur des Lazarettregiments 81 in Schwerin. 1996 war er Theatre Surgeon bei SFOR in Sarajevo. Im Einvernehmen mit Hans-Peter von Kirchbach besorgte er beim Oderhochwasser 1997 den hygienischen Schutz und die Impfung der eingesetzten Soldaten. Am 1. Oktober 1997 wurde er kommissarischer Divisionsarzt beim Wehrbereichskommando VII / 13. Panzergrenadierdivision in Leipzig.
Als Oberstarzt wurde er am 1. April 1998 der erste und bislang einzige Sanitätsoffizier, der eine Brigade kommandierte, die luftbewegliche Sanitätsbrigade 1 in Leer (Ostfriesland). 1999 war er bei den  Internationalen Streitkräften Osttimor (INTERFET).
2002 wurde er Kommandeur des Sanitätskommandos I, des größten Kommandos im Sanitätsdienst der Bundeswehr. Zum Generalarzt befördert, initiierte er die alljährlichen Arbeitstagungen der Offiziere im Sanitätsdienst des Nordens. Er förderte die zivil-militärische Zusammenarbeit und den Zusammenhalt der Reservelazarettorganisation. Im Juli 2008 wurde er pensioniert. Ulrich Pracht übernahm die Führung des für Schleswig-Holstein, Niedersachsen, Mecklenburg-Vorpommern, Hamburg und Bremen zuständigen Kommandos.
Der Innenminister Niedersachsens Uwe Schünemann berief Roßlau in den Beraterkreis des Innenausschusses.

## Auszeichnungen
- Ehrenkreuz der Bundeswehr in Silber (1985)
- Ehrenkreuz der Bundeswehr in Gold (1995)